# Tétrahydropyrane
Le tétrahydropyrane (THP), est un éther cyclique de formule brute C5H10O. C'est le plus simple des oxanes, constitué d'un cycle à six atomes dont un d'oxygène et cinq de carbone. Il s'agit d'un liquide incolore volatil inflammable. On rencontre plus fréquemment ses dérivés, les éthers de tétrahydropyranyle (THP-) étant des intermédiaires courants en synthèse organique par réaction d'alcools sur du dihydropyrane. Le cycle du tétrahydropyrane est notamment présent dans tous les oses en configuration pyranose, par exemple dans le glucopyranose. En phase gazeuse, il se présente en conformation chaise de symétrie Cs.

## Préparation
L'hydrogénation du dihydropyrane au nickel de Raney est un mode de synthèse organique classique du tétrahydropyrane.

## Utilisation
Le groupe 2-tétrahydropyranyle est utilisé comme groupe protecteur de groupes alcool lors de synthèses organiques,. La réaction d'un alcool avec le dihydropyrane forme un cétal, un α-éther de tétrahydropyranyle, qui protège le groupe alcool d'un grand nombre de réactions :

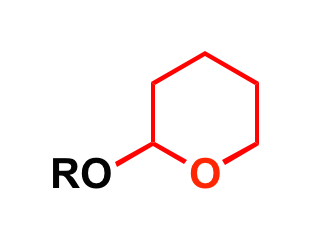
Éther de THP.

L'alcool peut être rétabli ultérieurement par hydrolyse acide avec formation de 5-hydroxypentanal.

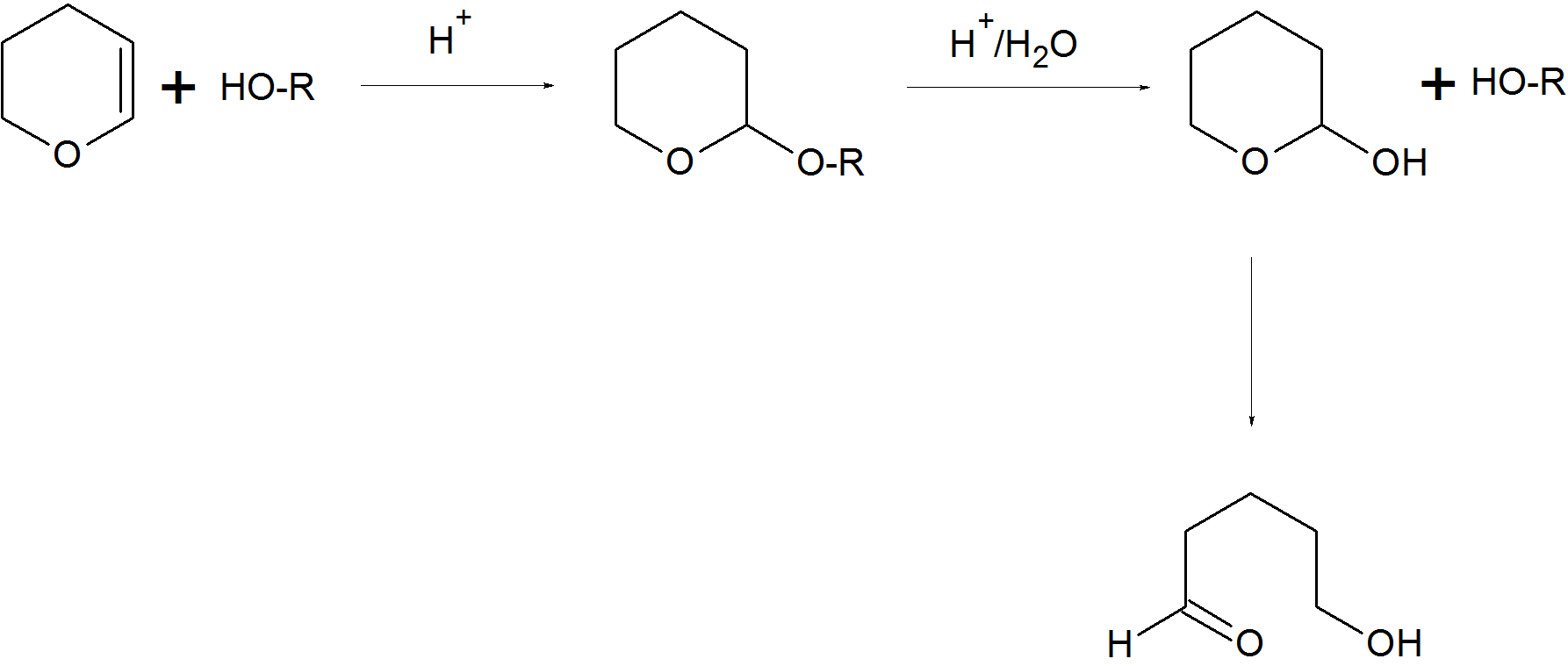
Groupe protecteur au THP en synthèse organique.